# Multi-tasking
Multitasking lub Multi-tasking. Polish Jazz Vol. 82 – drugi album studyjny i autorski tria jazzowego Kuby Więcka (razem z Michałem Barańskim oraz Łukaszem Żytą), wydany 12 kwietnia 2019 przez Polskie Nagrania w serii Polish Jazz (nr kat. Warner Music 01902 9 54759 0 1). Autorem wszystkich kompozycji jest Więcek. Za mastering płyty odpowiada japoński inżynier dźwięku Seigen Ono. Twórcą okładki jest Macio Moretti.

## Lista utworów
Opracowano na podstawie materiału źródłowego.
| Nr  | Tytuł utworu                            | Długość |
| --- | --------------------------------------- | ------- |
| 1.  | „SUGARboost”                            | 3:38    |
| 2.  | „Tacos in LA”                           | 3:35    |
| 3.  | „Me & My Present Reason”                | 3:32    |
| 4.  | „Niszczycielskie buldożery”             | 3:22    |
| 5.  | „Jazz Robots” (feat. Marcin Masecki)    | 4:03    |
| 6.  | „Jazz Masala”                           | 6:21    |
| 7.  | „Eden”                                  | 6:17    |
| 8.  | „Wspomnienia starego kowala i jego los” | 3:41    |
| 9.  | „The Day Off”                           | 1:11    |
| 10. | „Multitasking”                          | 3:03    |
|     |                                         | 38:43   |

## Nagrody i wyróżnienia
- 2019: «Najlepsze polskie płyty 2019 roku» wg tygodnika Polityka: 1 miejsce[2]